# 神亀
神亀（じんき、しんき、旧字体：神󠄀龜）は、日本の元号の一つ。養老の後、天平の前。724年から729年までの期間を指す。この時代の天皇は聖武天皇。

## 改元
- 養老8年2月4日（ユリウス暦724年3月3日） - 白亀出現の瑞祥により改元[1]。
- 神亀6年8月5日（ユリウス暦729年9月2日） - 天平に改元。

## 由来
『爾雅』巻10・釈魚に「一曰神亀、二曰霊亀、…」とある。

## 神亀年間の出来事
- 元年（724年）
  - 蝦夷反乱する。藤原宇合を持節大将軍に任ずる。陸奥国に多賀城を設置。
- 4年（727年）
  - 渤海使が初めて来日。
- 6年（729年）
  - 2月12日 - 長屋王が反乱の疑いにより宅を兵に囲まれ自害（長屋王の変）。
  - 3月 - 口分田を悉く収納して班田する。

## 西暦との対照表
※は小の月を示す。
| 神亀元年（甲子） | 一月※    | 二月※   | 三月  | 四月※ | 五月※ | 六月  | 七月※ | 八月  | 九月  | 十月   | 十一月※ | 十二月  |          |
| ---------------- | -------- | ------- | ----- | ----- | ----- | ----- | ----- | ----- | ----- | ------ | ------- | ------- | -------- |
| ユリウス暦       | 724/1/31 | 2/29    | 3/29  | 4/28  | 5/27  | 6/25  | 7/25  | 8/23  | 9/22  | 10/22  | 11/21   | 12/20   |          |
| 神亀二年（乙丑） | 一月     | 閏一月※ | 二月※ | 三月  | 四月※ | 五月※ | 六月  | 七月※ | 八月  | 九月   | 十月※   | 十一月  | 十二月   |
| ユリウス暦       | 725/1/19 | 2/18    | 3/19  | 4/17  | 5/17  | 6/15  | 7/14  | 8/13  | 9/11  | 10/11  | 11/10   | 12/9    | 726/1/8  |
| 神亀三年（丙寅） | 一月     | 二月※   | 三月※ | 四月  | 五月※ | 六月※ | 七月  | 八月  | 九月※ | 十月※  | 十一月  | 十二月  |          |
| ユリウス暦       | 726/2/7  | 3/9     | 4/7   | 5/6   | 6/5   | 7/4   | 8/2   | 9/1   | 10/1  | 10/30  | 11/28   | 12/28   |          |
| 神亀四年（丁卯） | 一月     | 二月※   | 三月  | 四月※ | 五月  | 六月※ | 七月※ | 八月  | 九月※ | 閏九月 | 十月※   | 十一月  | 十二月   |
| ユリウス暦       | 727/1/27 | 2/26    | 3/27  | 4/26  | 5/25  | 6/24  | 7/23  | 8/21  | 9/20  | 10/19  | 11/18   | 12/17   | 728/1/16 |
| 神亀五年（戊辰） | 一月※    | 二月    | 三月  | 四月※ | 五月  | 六月※ | 七月※ | 八月  | 九月※ | 十月   | 十一月※ | 十二月  |          |
| ユリウス暦       | 728/2/15 | 3/15    | 4/14  | 5/14  | 6/12  | 7/12  | 8/10  | 9/8   | 10/8  | 11/6   | 12/6    | 729/1/4 |          |
| 神亀六年（己巳） | 一月     | 二月※   | 三月  | 四月※ | 五月  | 六月  | 七月※ | 八月※ | 九月  | 十月※  | 十一月  | 十二月※ |          |
| ユリウス暦       | 729/2/3  | 3/5     | 4/3   | 5/3   | 6/1   | 7/1   | 7/31  | 8/29  | 9/27  | 10/27  | 11/25   | 12/25   |          |